# Národní park Etosha

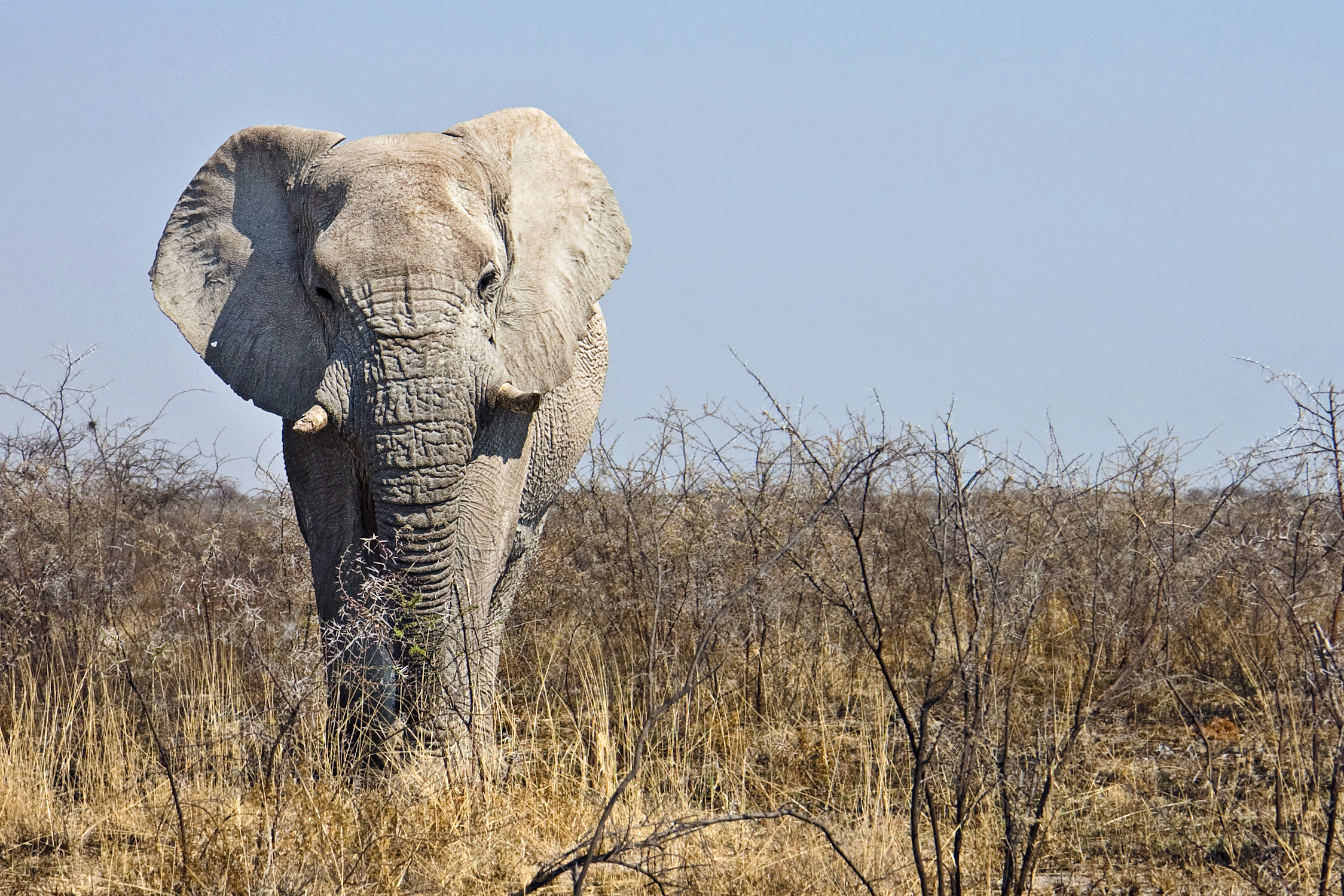
Slon africký (Loxodonta africana) v Národním parku Etosha

Národní park Etosha se rozkládá na ploše 22 270 km² v severozápadní Namibii (jižní Afrika).
Byl založen roku 1907, tedy v době, kdy byla Namibie německou kolonií. V té době byl zároveň s rozlohou 100 000 km² vůbec největší přírodní rezervací světa. V dnešní době však zejména díky významným politickým změnám nedosahuje ani jedné třetiny své původní rozlohy, i přesto se však jedná o velmi významnou a rozlehlou krajinnou oblast, ve které se vyskytuje velké množství ohrožených živočišných druhů, mezi které patří např. nosorožec dvourohý nebo endemický poddruh impaly – impala černočelá (Aepyceros melampus petersi), dále se zde běžně vyskytují např. žirafy, sloni či lvi.
V areálu parku se nachází asi 130 km dlouhá a zhruba 50 km široká solná poušť, která je po většinu roku s výjimkou krátkého období v létě obvykle suchá. Během období sucha se odsud sůl díky silným větrům dostává do dalekého okolí, kde působí značné škody v hospodářství.
Okolo celého areálu se také táhne 850 km dlouhý plot.